# Jens Immanuel Baggesen
Œuvres principales
Labyrinten
Jens Immanuel Baggesen (15 février 1764 — 3 octobre 1826) est un poète danois. Né en 1764 à Korsør, dans l'île de Seeland, il est décédé à Hambourg en 1826.

## Biographie

### Enfance et scolarité
Baggesen nait à Korsør en 1764. Ses parents sont très pauvres et dès avant l'âge de douze ans il est envoyé chez le clerc local pour copier des documents. C'est un enfant faible et mélancholique et il avait déjà tenté de se suicider plusieurs fois auparavant. À force de persévérance il réussit à acquérir une éducation et en 1782 il entre à l'université de Copenhague.

### Percée et adversité
Son succès comme écrivain arrive dès sa première publication. Ses Contes comiques en vers, poèmes qui rappellent Broad Grins que Colman le Jeune écrira une décennie plus tard, séduisent la société cultivée et le poète devient populaire à l'âge de vingt-et-un ans.
Il s'essaye ensuite à l'écriture lyrique sérieuse et son tact, son élégance et sa polyvalence lui donnent une place dans la bonne société.
Son succès est mis en cause en mars 1789 quand son opéra Holger Danske (en) est reçu par de vives critiques et provoque une sérieuse controverse ainsi qu'une réaction nationaliste contre lui (en tant qu'associé des Allemands). En proie à la colère il quitte le Danemark et passe les années suivantes en Allemagne, en France et en Suisse. Il se marie à Berne en 1790, commence à écrire en allemand et publie dans cette langue son poème suivant, Alpenlied.

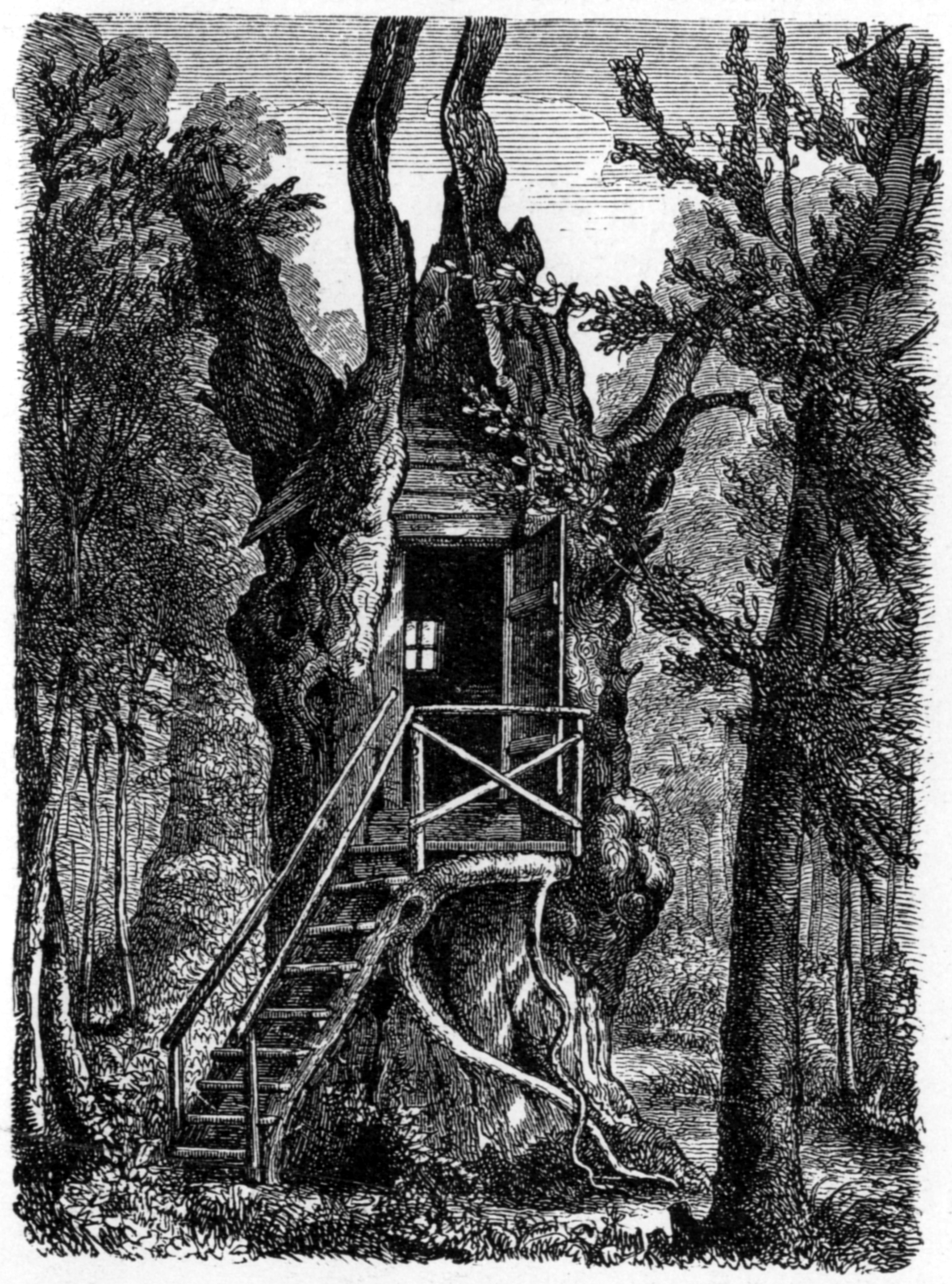
Baggensens Eg, un vieux chêne dans le parc du manoir Christianssæde à Lolland, Danemark, nommé d'après Jens Baggesen qui écrivit Landforvandlingen dans le chêne où se trouvait une pièce avec une table et un banc

L'hiver de la même année il retourne au Danemark, rapportant avec lui, en gage de paix son beau poème descriptif Labyrinthe, en danois et il est bien reçu.

### Vingt ans de voyages
Les vingt années suivantes se passent en une errance incessante à travers le Nord de l'Europe, Paris devenant ensuite son domicile principal. Il continue à publier alternativement en danois et en allemand. Dans cette dernière langue, son œuvre la plus importante est l'épopée idyllique en hexamètres intitulée Parthenais (1803).
En 1806 il retourne à Copenhague pour trouver à sa place de poète populaire le jeune Adam Oehlenschläger et sa popularité commence à décroître. Il habite jusqu'en 1820 à Copenhague, en querelle littéraire presque incessante. En particulier Baggesen refuse de laisser Oehlenschläger être considéré meilleur poète.

### Dernières années
Il quitte le Danemark pour la dernière fois et retourne dans son Paris bien-aimée où il perd sa seconde femme et son plus jeune enfant en 1822. Après avoir été en prison pour dettes, il tombe dans une folie mélancolique et désespérée. En 1826, après avoir un peu récupéré, il désire voir une dernière fois le Danemark, mais il meurt en chemin à l'hôpital  de Hambourg et est enterré à Kiel.
Il est membre des Illuminés de Bavière sous le nom d'Immanuel.

## Œuvres
Il a écrit en danois et en allemand et excellait surtout dans la poésie fugitive.
- Ogier le Danois (opéra, 1788)
- Labyrinthe (récit de voyages en Allemagne, Suisse et France)
- un recueil de poésies allemandes, Haidenblumen (les Fleurs de bruyère), Amsterdam, 1808 ;
- Parthenaïs ou Voyage dans les Alpes, traduit par Claude Fauriel, 1810 ;
- Adam et Ève, Leipzig, 1826.

On lui doit aussi le livret de l'opéra danois Holger Danske de 1789 (musique de F.L.Æ. Kunzen), reprenant le thème d'Obéron et Titania, roi et reine des fées.
Ses écrits ont été recueillis par ses fils en 16 volumes in-8.
Il combattit Emmanuel Kant et enseigna une morale accessible à tous. Il fut membre des Illuminés de Bavière sous le pseudonyme de Immanuel. Baggesen a été rapproché des idées de Voltaire, Wieland et Sterne.